# Свято-Николаевская церковь (Болград)
Свято-Никольский собор — храм Одесской епархии Украинской православной церкви (МП). Сооружён в 1871—1878 гг. Памятник архитектуры национального значения.

## История
Во второй половине XIX в., в связи с увеличением численности населения Болграда, возникла необходимость в строительстве новой церкви. Новый храм был заложен в 1871 г. на рыночной площади. Строительство его велось за счет прихожан и было закончено к 1878 г. Однако действующим собор стал лишь спустя три года, после того как 24 мая 1881 г. он был освящён.
В 1953 г. приход был закрыт, а здание Свято-Никольского собора передано «Горторгу», который использовал его до 1983 как склад. За годы эксплуатации храм перенес несколько сильных землетрясений, негативное воздействие от которых усилилось отсутствием своевременных ремонтов. В результате в 1990-х гг Свято-Никольский собор пришел в аварийное состояние.
С начала 2000-х годов проводятся ремонтно-восстановительные работы, в результате которых была изменена высота и конфигурация колокольни и светового барабана, а также куполов.
Постановлением Совета Министров Украинской ССР 24.08.1963 № 970 Свято-Никольский собор в Болграде принят под охрану как памятник архитектуры республиканского (национального) значения под № 1470

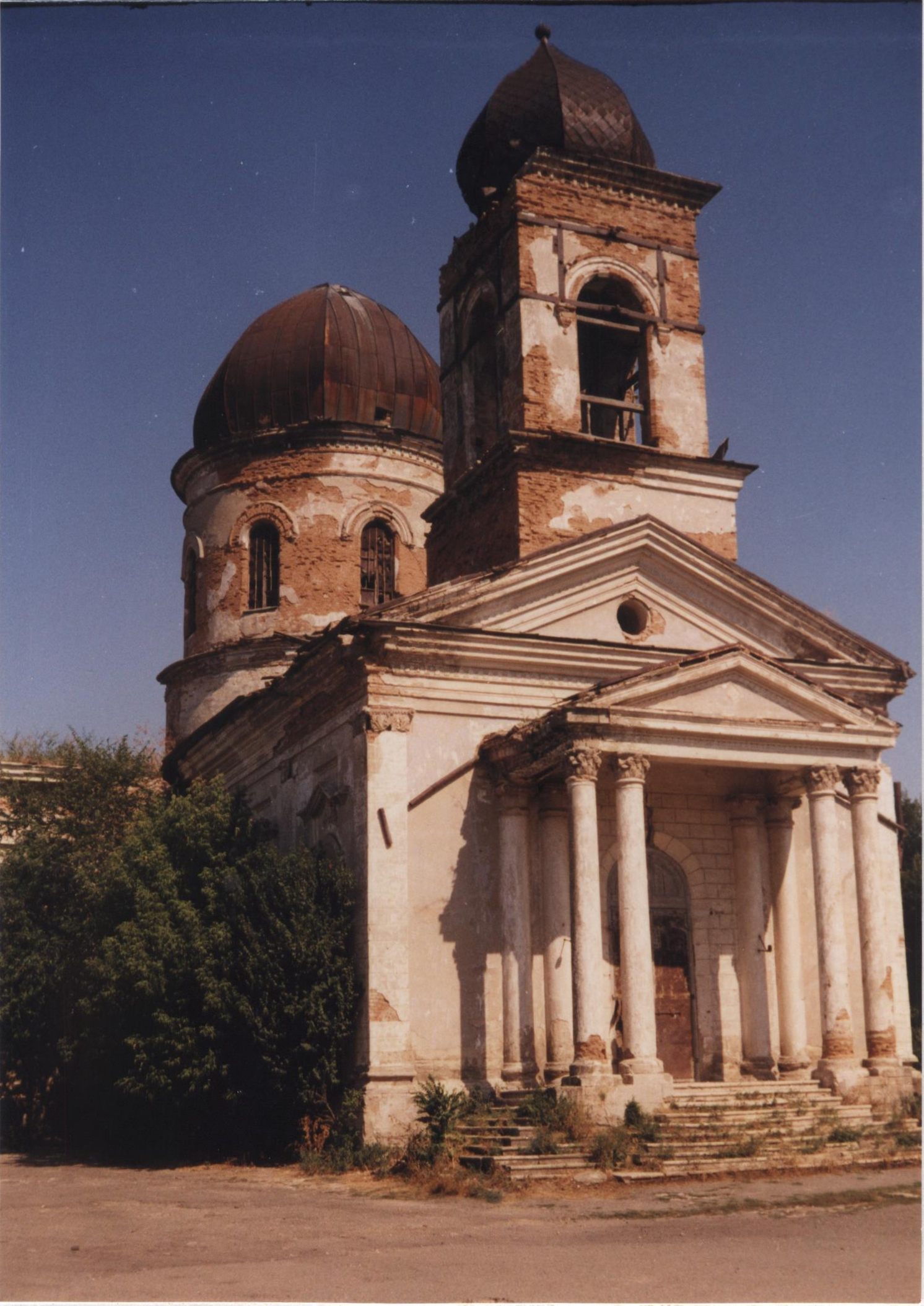
1999 год
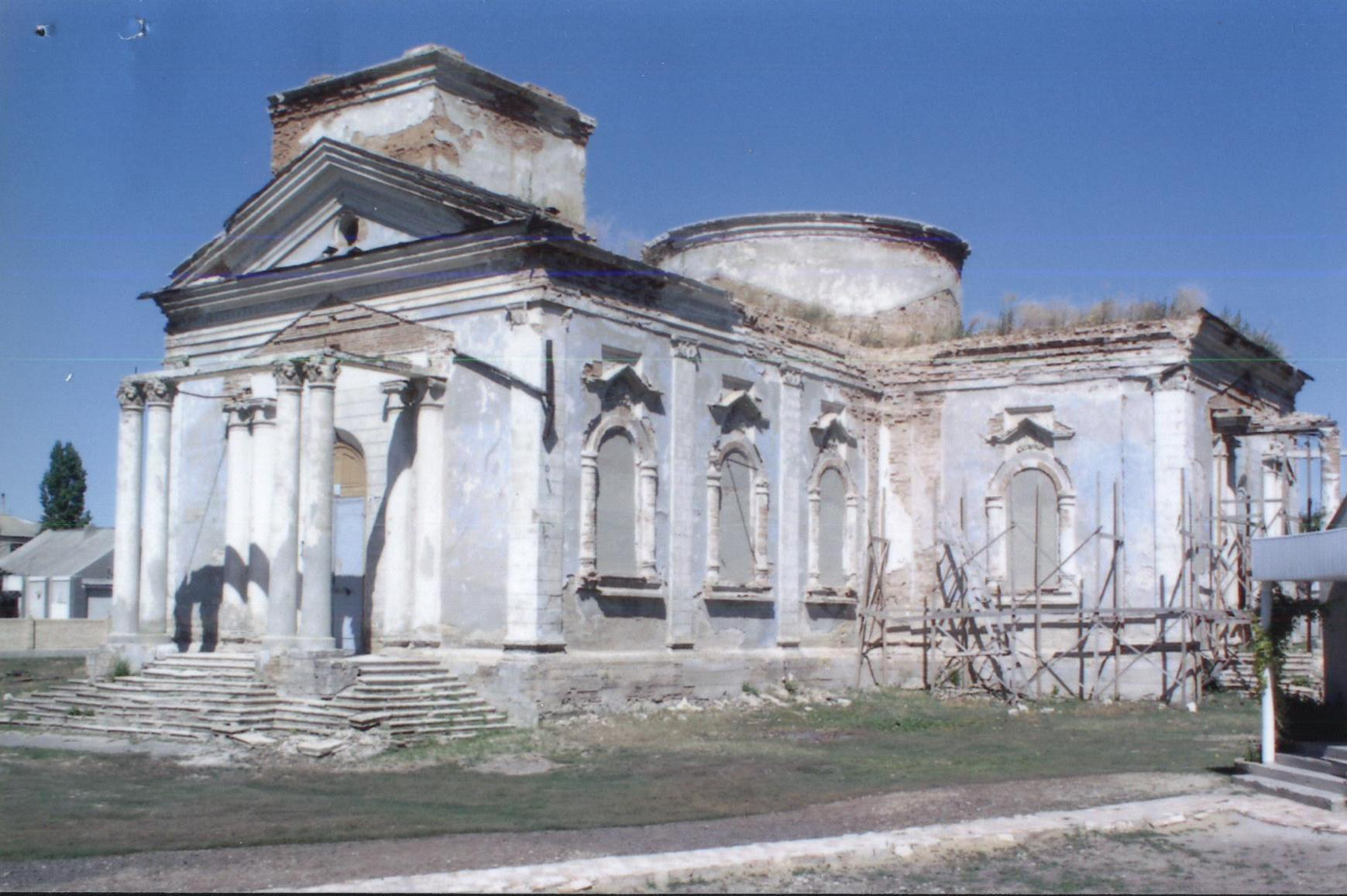
2004 год
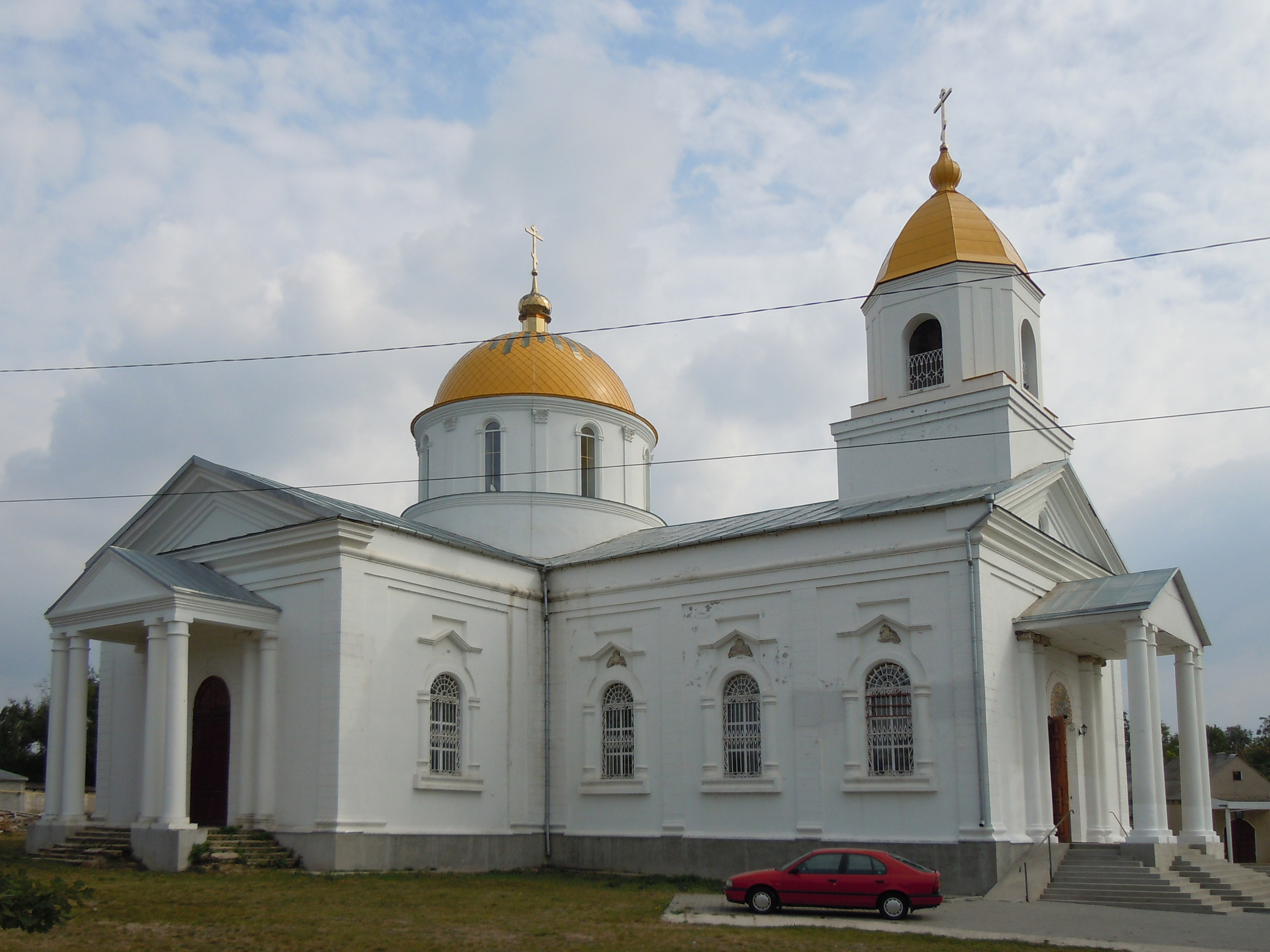
2014 год

## Архитектурные особенности
Свято-Никольский собор представляет собой крестово-купольный трехчастный одноглавый храм, сооруженный по принципу центрально-осевой симметрии. В торцах явно выраженного планового креста организованы входы в здание: на западном фасаде — через колокольню, в трансепте — с севера и юга. Восточное плечо и трапезная перекрыты полуциркульными сводами на подпружных арках, северное и южное крыло — сомкнутым сводом. В объемно-пространственной композиции доминирует массивный эллипсоидный световой барабан, перекрытый сферическим куполом, который через систему парусов и арок опирается на тричетвертные колонны.
К западному фасаду примыкает трехъярусная колокольня с притвором в первом ярусе. Верхний ярус — восьмерик, с арочными проемами по сторонам света. Увенчана восьмигранным шлемовидным куполом.
Архитектурно-пластическое оформление фасадов выполнено в формах развитого классицизма. Входы в здание акцентированы четырёхколонными портиками тосканского ордера с треугольными фронтонами. На стенах колоннам портиков соответствуют полуколонны ионического ордера. Стены расчленены рустоваными лопатками. Полуциркульные, обрамленные тянутым наличником окна фланкированы полуколоннами тосканского ордера и украшены нишами с растительным орнаментом и сандриками.